# Phlaeoba aberrans
Phlaeoba aberrans är en insektsart som beskrevs av Willemse, C. 1937. Phlaeoba aberrans ingår i släktet Phlaeoba och familjen gräshoppor. Inga underarter finns listade i Catalogue of Life.